# ركوب الخيل من أجل ألمانيا

ركوب الخيل من أجل ألمانيا
اللغة الأصلية: الألمانية
الكاتب: جوزيف ماريا فرانك
كليمينس لار
فريتز ريك مالكزوين
كارل فريدريش فرايهاي ر
ريتشارد ريديل
الموسيقي: آليوس ميليشار
1. 1 2  وصلة مرجع: http://www.imdb.com/title/tt0033303/. الوصول: 27 أبريل 2016.
2. ↑  مذكور في: filmportal.de.